# Грин-Бей
Грин-Бей (англ. Green Bay) — місто (англ. city) в США, в окрузі Браун штату Вісконсин. Населення — 107 395 осіб (2020).

## Географія
Грин-Бей розташований за координатами 44°31′14″ пн. ш. 87°59′3″ зх. д. / 44.52056° пн. ш. 87.98417° зх. д. (44.520676, -87.984169). За даними Бюро перепису населення США в 2010 році місто мало площу 144,91 км², з яких 117,76 км² — суходіл та 27,16 км² — водойми.

### Клімат
| Клімат : Грин-Бей                                   | Клімат : Грин-Бей | Клімат : Грин-Бей | Клімат : Грин-Бей | Клімат : Грин-Бей | Клімат : Грин-Бей | Клімат : Грин-Бей | Клімат : Грин-Бей | Клімат : Грин-Бей | Клімат : Грин-Бей | Клімат : Грин-Бей | Клімат : Грин-Бей | Клімат : Грин-Бей | Клімат : Грин-Бей |
| Показник                                            | Січ.              | Лют.              | Бер.              | Квіт.             | Трав.             | Черв.             | Лип.              | Серп.             | Вер.              | Жовт.             | Лист.             | Груд.             | Рік               |
| Абсолютний максимум, °C                             | 13,3              | 18,3              | 27,8              | 31,7              | 37,2              | 38,3              | 40,0              | 37,8              | 36,1              | 31,1              | 23,3              | 17,8              | 40,0              |
| Середній максимум, °C                               | −4,3              | −2,1              | 4,0               | 12,2              | 18,9              | 24,1              | 26,6              | 25,4              | 21,1              | 13,7              | 5,7               | −1,9              | 11,9              |
| Середній мінімум, °C                                | −12,8             | −10,9             | −5,3              | 1,0               | 6,7               | 12,3              | 14,7              | 13,8              | 9,2               | 3,2               | −2,8              | −9,8              | 1,6               |
| Абсолютний мінімум, °C                              | −37,8             | −36,1             | −33,9             | −13,9             | −6,1              | 0,0               | 4,4               | 3,3               | −4,4              | −13,3             | −24,4             | −32,8             | −37,8             |
| Середня кількість сонячних годин на місяць          | 146,7             | 159,8             | 198,6             | 222,1             | 285,1             | 302,8             | 314,5             | 278,7             | 205,2             | 158,0             | 107,4             | 112,3             | 2491              |
| Норма опадів, мм                                    | 29                | 28                | 47                | 67                | 74                | 99                | 89                | 86                | 77                | 62                | 54                | 38                | 750               |
| Днів з опадами                                      | 9,9               | 8,4               | 10,6              | 11,1              | 11,4              | 10,3              | 10,4              | 10,4              | 9,7               | 10,5              | 10,0              | 10,3              | 123,0             |
| Днів зі снігом                                      | 9,6               | 7,8               | 6,9               | 2,5               | 0,1               | 0                 | 0                 | 0                 | 0                 | 0,3               | 3,8               | 9,2               | 40,2              |
| Вологість повітря, %                                | 74.0              | 73.5              | 72.8              | 67.0              | 65.9              | 68.9              | 71.3              | 75.1              | 76.5              | 74.4              | 76.9              | 77.3              | 72.8              |
| --------------------------------------------------- | ----------------- | ----------------- | ----------------- | ----------------- | ----------------- | ----------------- | ----------------- | ----------------- | ----------------- | ----------------- | ----------------- | ----------------- | ----------------- |
| Джерело: NOAA (relative humidity and sun 1961–1990) |                   |                   |                   |                   |                   |                   |                   |                   |                   |                   |                   |                   |                   |

## Демографія

### Перепис 2010
Згідно з переписом 2010 року, у місті мешкало 104 057 осіб у 42 244 домогосподарствах у складі 24 699 родин. Густота населення становила 718 осіб/км². Було 45241 помешкання (312/км²).
Расовий склад населення:
| - 77,9 % — білих - 4,1 % — корінних американців - 4,0 % — азіатів - 3,5 % — чорних або афроамериканців - 0,1 % — вихідців з тихоокеанських островів - 7,2 % — осіб інших рас |

До двох чи більше рас належало 3,1 %. Частка іспаномовних становила 13,4 % від усіх жителів.
За віковим діапазоном населення розподілялося таким чином: 24,7 % — особи молодші 18 років, 64,0 % — особи у віці 18—64 років, 11,3 % — особи у віці 65 років та старші. Медіана віку мешканця становила 33,7 року. На 100 осіб жіночої статі у місті припадало 97,5 чоловіків; на 100 жінок у віці від 18 років та старших — 94,9 чоловіків також старших 18 років.
Середній дохід на одне домашнє господарство становив 56 902 долари США (медіана — 42 826), а середній дохід на одну сім'ю — 68 800 доларів (медіана — 53 621). Медіана доходів становила 39 841 долар для чоловіків та 31 860 доларів для жінок. За межею бідності перебувало 18,2 % осіб, у тому числі 26,1 % дітей у віці до 18 років та 11,4 % осіб у віці 65 років та старших.
Цивільне працевлаштоване населення становило 50 965 осіб. Основні галузі зайнятості: освіта, охорона здоров'я та соціальна допомога — 19,1 %, виробництво — 18,9 %, роздрібна торгівля — 12,8 %, мистецтво, розваги та відпочинок — 11,9 %.

### Перепис 2000
За даними перепису 2000 року
на території муніципалітету мешкало 101 025 людей, було 40 591 садиб та сімей.
Густота населення становила 900,5 осіб/км². З 40 591 садиб у 30,6 % проживали діти до 18 років, подружніх пар, що мешкали разом, було 44,1 %,
садиб, у яких господиня не мала чоловіка — 10,8 %, садиб без сім'ї — 40,7 %.
Власники 9,9 % садиб мали вік, що перевищував 65 років, а в 31,6 % садиб принаймні одна людина була старшою за 65 років. Кількість людей у середньому на садибу становила 2,4, а в середньому на родину 3,06.
Середній річний дохід на садибу становив 38 820 доларів США, а на родину — 48 678 доларів США. Чоловіки мали дохід 33 246 доларів, жінки — 23 825 доларів. Дохід на душу населення був 19 269 доларів. Приблизно 7,4 % родин та 10,5 % населення жили за межею бідності.
Медіанний вік населення становив 33 років. На кожних 100 жінок віком понад 18 років припадало 94,8 чоловіків.

## Відомі люди
- Ентоні Ма́ркус «То́ні» Шалу́б (* 1953) — американський актор.